# Ko Chang
Ko Chang (en tailandès:เกาะช้าง) és la segona illa més gran de Tailàndia. Està situada a la costa est del país, a 310 km de Bangkok, a prop de la frontera amb Cambodja, dins del golf de Tailàndia. Ko Chang significa en tailandès illa elefant; va ser nomenada així per la forma de l'illa ja que l'elefant asiàtic no és una espècie autòctona de l'illa. La superfície de l'illa és d'aproximadament 217 km² i actualment compta amb 8 poblacions en total. Administrativament forma un amphoe que és part de la província de Trat. Ko Chang és una illa muntanyenca, el pic més alt de la qual és Khao Salak Phet amb una altura de 744 metres. També es poden trobar diverses cascades, esculls i selves.
Durant la Segona Guerra Mundial, quan Tailàndia estava ocupada pel Japó, Ko Chang va ser escenari d'una batalla naval entre la Marina Reial Tailandesa i un esquadró de França de Vichy, en la qual els tailandesos van ser vençuts.
Fins a mitjans dels anys 80 l'illa tenia unes insfraestructures deficients, però el turisme s'ha incrementat significativament des de llavors. Pels volts de l'any 2000 la malària va ser completament erradicada i l'àrea va passar a formar part del parc nacional marí de Mu Ko Chang.
L'illa rep més de 650.000 visitants a l'any, dels quals aproximadament dos terços són tailandesos.